# Oso, Washington
Oso är en ort i Snohomish County i delstaten Washington, USA.